# فالنتاين سيمبسون
فالنتاين سيمبسون (15 أغسطس 1849 - 2 نوفمبر 1915) (بالإنجليزية: Valentine Simpson)‏ هو لاعب كريكت بريطاني.

## وصلات خارجية
- فالنتاين سيمبسون على موقع إي آس بي آن كريك إنفو (الإنجليزية)